# Testigo de cargo (película)
Testigo de cargo (Witness for the Prosecution) es una película de drama judicial estadounidense dirigida por Billy Wilder en 1957. Está basada en la obra teatral del mismo título escrita por Agatha Christie y llevada a la pantalla por primera vez como una producción televisiva de 75 minutos por la BBC en 1949. 
Fue protagonizada por Tyrone Power, Marlene Dietrich, Charles Laughton y Elsa Lanchester. La película, que tiene elementos de cine negro, representa un drama judicial inglés. Situado en el Old Bailey, en Londres, se basa en el juicio a un hombre acusado de asesinato. 
La película recibió críticas positivas y tuvo seis candidaturas a los Oscar: a la mejor película, al mejor director, al mejor actor principal (Charles Laughton, en una de sus últimas apariciones cinematográficas), a la mejor actriz de reparto (Elsa Lanchester), al mejor sonido y al mejor montaje.

## Argumento
Sir Wilfrid Roberts (Charles Laughton), un consagrado abogado algo mayor y enfermo del corazón, acepta defender a Leonard Vole (Tyrone Power), acusado de asesinato, ante las protestas de su enfermera privada, Miss Plimsoll (Elsa Lanchester), ya que su doctor le había recomendado alejarse de casos con componente criminal. Vole es acusado de asesinar a Mrs. Emily French (Norma Varden), una anciana viuda que se había enamorado de Vole, hasta tal punto de haberle hecho el principal beneficiario de su herencia. Consistentes pruebas apuntan a Vole como el asesino del caso.
Cuando Sir Wilfrid habla con la esposa alemana de Vole, Christine (Marlene Dietrich), el abogado descubre que, aunque de una manera muy fría y ensimismada, Christine puede proveer de una coartada a su defendido. Sin embargo, considera que ésta sería poco útil para la defensa de Vole por venir de su propia esposa, quien, por otro lado, no puede testificar en contra de su marido según las leyes inglesas. Es por ello que Sir Wilfrid queda enormemente sorprendido cuando Christine es llamada como testigo de la acusación en el juicio, sorpresa que aumenta cuando afirma y demuestra que ya estaba casada con otro hombre cuando se casó con Leonard y que, por tanto, no puede ser considerada esposa legal de Leonard Vole.
Tras esta primera estocada, Christine asesta el que parece golpe de gracia a Leonard, testificando que éste le había confesado haber matado a Mrs. French, y que fue su conciencia la que finalmente le obligó a decir la verdad. Leonard, totalmente desconcertado y fuera de sí, no entiende cómo la que él cree amante esposa le traiciona de esa manera, desmontando todas sus afirmaciones de que estaba con ella cuando Mrs. French fue asesinada.
Cuando el juicio está a punto de finalizar y todo parece perdido para Vole, una misteriosa señora contacta con Sir Wilfrid quien, por una pequeña compensación económica, intercambia unas cartas escritas por Christine a un misterioso amante llamado Max. El "affaire" que revela la correspondencia entre Christine y su supuesto amante le da a la esposa de Vole muchos motivos para haber mentido, lo que, finalmente, es determinante para que el jurado considere a Leonard no culpable y el juez le absuelva de todos los cargos.
Sin embargo, Sir Wilfrid se encuentra afligido por el veredicto. Su instinto le dice que todo ha ido demasiado ordenado, demasiado limpio - "¡demasiado simétrico!". Por casualidad, él y Christine se quedan solos en la sala. Ella aprovecha entonces la oportunidad para contarle todo su plan: cómo cuando ella escuchó al principio que su testimonio no era muy convincente, decidió culparse a sí misma para, más tarde, desacreditarse como culpable, y cómo se disfrazó para interpretar a la misteriosa mujer que le entregó las cartas.
Admirado por el coraje de Christine, Sir Wilfrid le pregunta por qué no confió en él para trabajar juntos en la defensa de su marido, a lo que ella, con gran naturalidad, contesta que no podía arriesgarse a trabajar con él, ya que el abogado creía a Leonard inocente y ella sabía con toda certeza  que era culpable. Ante el asombro de Sir Wilfrid, Christine le revela que es cierto lo que ella misma declaró en el juicio: que Leonard llegó a casa más tarde de lo que afirmaba y con la ropa manchada de sangre; que le confesó haber matado a Mrs. French y le pidió ayuda; y que sus cartas fueron un fraude y Max nunca existió. Finalmente, cuando el abogado le pregunta por qué lo hizo, ella confiesa que ha sido porque, a pesar de su actitud, ella ama a Leonard por encima de todo.
Leonard Vole aparece en ese momento y, ya protegido por la sentencia absolutoria que le libera de volver a ser juzgado, confirma de forma despreocupada lo que Christine acaba de decir. En ese momento aparece una joven mujer (Ruta Lee) que se le echa en brazos. Cuando Leonard le cuenta que se va a ir lejos con la joven, Christine descubre que Leonard la ha traicionado, que su sacrificio no sirve de nada, y antes de permitir que se vaya con otra, lo mata con un cuchillo en un ataque de furia. Sir Wilfrid, presente durante toda la escena, considera que, finalmente, se ha hecho justicia y que Christine no asesinó a Leonard, sino que lo ejecutó. Miss Plimsoll finalmente cancela las vacaciones de Sir Wilfrid, dándose cuenta de que es incapaz de resistir trabajar en la defensa de Christine.

## Reparto
- Tyrone Power como Leonard Vole.
- Marlene Dietrich como Christine Vole/Helm.
- Charles Laughton como Sir Wilfrid Roberts.
- Elsa Lanchester como Miss Plimsoll.
- John Williams como Brogan-Moore, un abogado trabajando para Vole.
- Henry Daniell como Mayhew, procurador de Vole.
- Ian Wolfe como Carter, el jefe de la oficina de Wilfred.
- Torin Thatcher como Mr. Myers, el fiscal de la Corona.
- Norma Varden como Mrs Emily Jane French.
- Una O'Connor como Janet McKenzie, la ama de llaves de Mrs French y testigo del fiscal.
- Francis Compton como el juez.
- Philip Tonge como el inspector Hearne.
- Ruta Lee como Diana, la amante de Leonard.

### Reparto recurrente
- Patrick Aherne como el oficial de la sala.
- Marjorie Eaton como Miss O'Brien.
- Franklyn Farnum como un abogado mayor.
- Bess Flowers como espectador de la sala.
- Colin Kenny como jurado.
- Ottola Nesmith como Miss Johnson.
- J. Pat O'Malley como the Shorts Salesman.
- Jack Raine como el doctor de Sir Wilfried.
- Ben Wright como el abogado que lee los cargos.

## Producción
En un flashback que muestra cómo Leonard y Christine se conocen por primera vez en un club alemán, ella lleva pantalones. Un cliente alborotado los rompe por un lado, mostrando las famosas y renombradas piernas de Dietrich, comenzando una trifulca. La escena requirió ciento cuarenta y cinco extras, treinta y ocho especialistas y 90.000 dólares.
Al final de la película, según pasan los créditos, anuncia una voz en ''off'':

La dirección del teatro sugiere, para el entretenimiento de sus amigos, que, una vez vista la película, no se revele a nadie el inesperado final de Testigo de cargo.

Este anuncio es acorde a la campaña publicitaria de la película: uno de los pósteres de la película decía: "Hablarás de ello, pero por favor no cuentes el final."
El esfuerzo de mantener el final en secreto también se extendió al reparto de actores. Billy Wilder no dio a los actores las diez últimas páginas del guion hasta que fue el momento de grabarlas. Este secretismo puede que le costase a Marlene Dietrich un Óscar de la academia, ya que en United Artists no quisieron dar importancia al hecho de que Dietrich fuera la mujer que da las cartas a Sir Wilfrid para no dar pistas sobre el final.

## Recepción
La película recibió muy buenas críticas. Tiene una valoración del 100 % en Rotten Tomatoes. En guías de televisión recibió cuatro estrellas y media sobre cinco; el crítico dijo que "Testigo de cargo es una adaptación ingeniosa y concisa de Agatha Christie llevada a la gran pantalla de forma ingeniosa y con mucha vitalidad gracias a Billy Wilder."
La película fue candidata a los Premios de la Academia por mejor actor (Charles Laughton), mejor actriz de reparto (Elsa Lanchester), mejor director, mejor montaje, Mejor película y mejor sonido (Gordon E. Sawyer).
Lanchester también consiguió un Globo de Oro por su papel como actriz de reparto.[cita requerida]

### Lista del American Film Institute
- AFI's 100 años... 100 películas de suspense – Candidata[4]
- AFI's 100 años... 100 héroes y villanos:
  - Christine Helm Vole – Candidata como antagonista[5]
- AFI's 10 Top 10 – #6 Drama judicial

## Adaptación
Esta película está basada en la versión teatral realizada por Agatha Christie, pero ha sido expandida de forma genial. El guion revela escenas entre Sir Wilfrid y su enfermera Plimsoll, que no fueron incluidas en la obra original. Wilder y su coguionista Harry Kurnitz añadieron el personaje cómico de Miss Plimsoll (Elsa Lanchester), una alegre enfermera que, con reprimendas, consigue devolver la salud al abogado Laughton y trata de protegerlo del revuelo que levanta su nuevo caso. Al igual que John Barrymore en Medianoche y Lucy en el Mayor y la mejor, es una figura coral cómica, un encantador estorbo que guía las reacciones del público durante el juicio. Sin embargo, los seguidores de Agatha Christie aceptaron la película como una de las mejores adaptaciones de Christie. De hecho, la relación entre Sir Wilfrid y Miss Plimsoll fue tan exitosa con las audiencias y críticas que sería incluida en la versión de 1982, hecha para la televisión, en el que Ralph Richardson y Deborah Kerr representarían respectivos papeles.[cita requerida]
La película es un esmerado thriller que explora el interés que sentía Wilder por la interpretación de papeles de forma amena y entretenida.[cita requerida]
El abogado que interpreta Laughton acapara los golpes verbales y visuales más llamativos. Por ejemplo, el monóculo funciona como detector de mentiras. Con él capta y dirige la luz del sol a modo de foco en un interrogatorio y le permite comprobar la veracidad de las respuestas de sus clientes. También pronuncia un excelente discurso con el que desenmascara a un testigo que miente en el estrado. Su papel es realmente imponente y realmente imponentemente interpretado. Wilder siempre habló con entusiasmo de su amistad con Laughton e incluso le reservó un papel en Irma la dulce (1963). Pero la precaria salud del actor impidió otra colaboración.[cita requerida]

### Otras adaptaciones
La primera adaptación de la historia de Agatha Christie fue una producción televisiva realizada por la BBC en 1949, con una duración de 75 minutos.[cita requerida]
Otra producción anterior a la película fue en forma de directo por CBS desde el Lux Video Theatre el 17 de septiembre de 1953, protagonizado por Edward G. Robinson, Andrea King y Tom Drake.[cita requerida]
En 1982 se realizó un remake como telefilme, protagonizado por Ralph Richardson, Deborah Kerr, Beau Bridges, Donald Pleasence, Wendy Hiller y Diana Rigg. Fue adaptado por Lawrence B. Marcus y John Gay del guion original, y fue dirigida por Alan Gibson.[cita requerida]